# مجلة التخطيط والتعليم والبحوث
مجلة التخطيط والتعليم والبحوث (بالإنجليزية: Journal of Planning Education and Research)‏ هي مجلة أكاديمية محكمة تنشر أوراقًا بحثية في مجال التخطيط، وؤساء تحريرها هم كلينتون جيه أندروز، وفرانك بوبر. تأسست المجلة في عام 1981 وينشرها سيج للنشر بالتعاون مع جمعية مدارس التخطيط الجامعية [الإنجليزية]. وتركز على موضوعات متعلقة بممارسة التخطيط، ونظرية التخطيط، وعلم التربية التخطيطي، وتنشر مقالات عن أبحاث أصلية وحالية، وتعليقات، ومراجعات الكتب.

## الاستخلاص والفهرسة
تلخص المجلة وتفهرس في سكوبس ومؤشر الاقتباسات في العلوم الاجتماعية [الإنجليزية]. وفقًا لتقارير الاستشهاد بالمجلات الأكاديمية، فإن عامل التأثير لعام 2017 هو 2.328، مما يجعلها في المرتبة 16 من أصل 57 مجلة في فئة "التخطيط والتطوير".

## روابط خارجية
- الموقع الرسمي